# Temür Kutlug kán

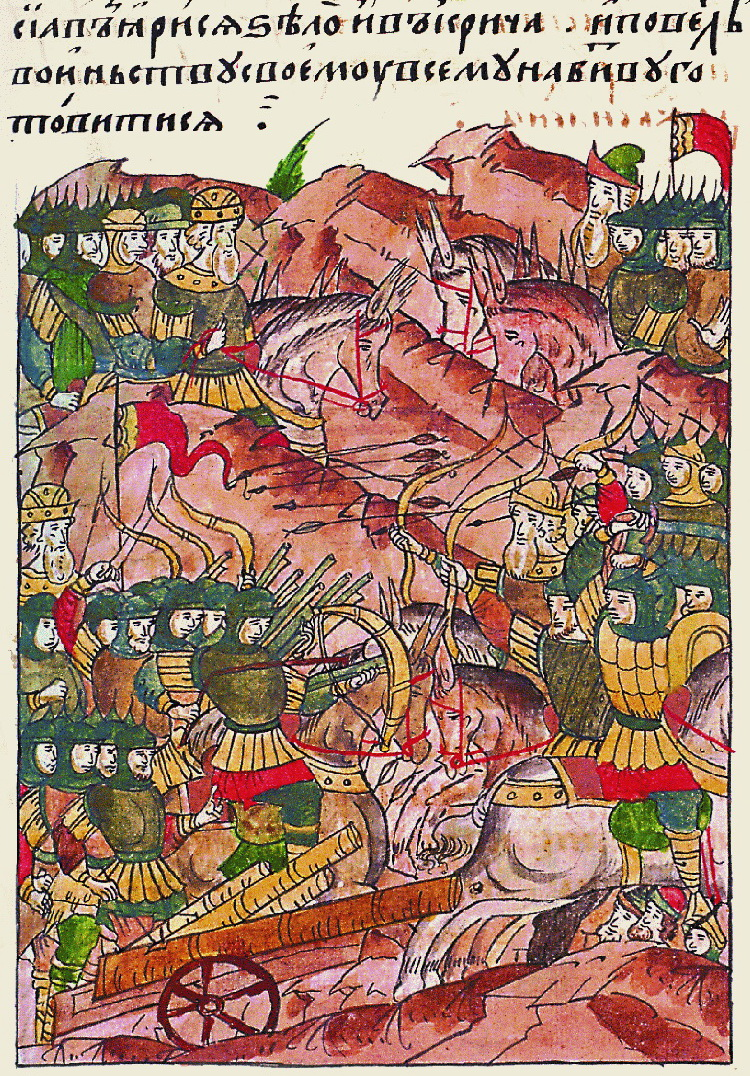
A Vorszkla menti csata, 16. századi ábrázolás.

Temür Kutlug vagy Timur Kutlug (meghalt: 1399) az Arany Horda kánja.
Temür Kutlug az Arany Horda két részét, a Fehér és Kék Hordát egyesítő Urusz kánnak volt az unokaöccse (vagy más források szerint az unokája és Temür Malik kán fia). Miután Timur Lenk 1395-ben megdöntötte Toktamis kán uralmát a kánságban, helyére a fiatal Temür Kutlugot nevezték ki, de a tényleges hatalom Edögej emír kezében volt. Toktamis nem adta fel a reményt, hogy visszaszerezhesse a trónt és a litván nagyfejedelemnél, Vitoldnál keresett menedéket.
1399-ben Temür Kutlug követelte a nagyfejedelemtől Toktamis kiadását, amit az megtagadott. Mindkét fél összegyűjtötte seregeit, amik aztán a Kijevi fejedelemség területén, a Vorszkla folyónál találkoztak. Vitold igen nagy hadsereget gyűjtött össze, melyben a litvánokon kívül lengyelek, oroszok, románok, tatárok, sőt még teuton lovagok is képviseltették magukat; ezenkívül nagy reményeket fűzött a tüzérségéhez, amit addig a keleti csatamezőkön kevéssé használtak. A krónika szerint a fiatal és tapasztalatlan Temür Kutlug megijedt az ellenség túlerejétől és a tárgyalásokon abba is beleegyezett, hogy adót fizessen a litván fejedelemnek és apjának nevezze őt. Ám a vérszemet kapott Vitold azt is követelte, hogy az Arany Horda területén vert pénzeken az ő neve is szerepeljen, mire az ifjú kán három nap gondolkodási időt kért. Időközben megérkeztek Edögej csapatai is. Az újabb tárgyaláson Edögej azt mondta: "Vitéz fejedelem! A mi királyunk joggal nevezett téged az apjának, hiszen te vagy az idősebb; de mivel ifjabb vagy mint én, arra kérlek tétesd rá az arcképemet Litvánia pénzeire". A feldühödött Vitold parancsot adott a harcra. A tatárok színlelt visszavonulással kicsalogatták a litvánokat szekértáborukból, majd a szárnyakon megkerülve hátbatámadták őket. A nagyfejedelem elmenekült, emberei nagy részét levágták. A tatárok azután egészen Luckig végigpusztították Litvániát. Toktamis sikeresen elmenekült és az Urálon túl, a Szibériai kánságban keresett támogatókat.
A győztes Temür Kutlug ezután már nem elégedett meg a báb szerepével és tényleges hatalmat kívánt, azért még ugyanebben az évben Edögej megölette és helyette öccsét, Sadibéget ültette a trónra.

## Fordítás
Ez a szócikk részben vagy egészben  a(z)   Тимур Кутлуг című orosz Wikipédia-szócikk ezen változatának fordításán alapul.  Az eredeti cikk szerkesztőit annak laptörténete sorolja fel. Ez a jelzés csupán a megfogalmazás eredetét és a szerzői jogokat jelzi, nem szolgál a cikkben szereplő információk forrásmegjelöléseként.